# Уганда
Република Уганда е държава в централната част на Източна Африка. На югоизток граничи с езерото Виктория, на изток – с Кения, на север – с Южен Судан, на запад – с Демократична република Конго (Заир) и на югозапад – с Руанда и Танзания.
Столицата на страната се нарича Кампала.

## География
Въпреки че няма излаз на море, Уганда има достъп до няколко големи водни басейни, включително езерото Виктория, езерото Алберт, езерото Кьога и езерото Едуард. Главната ѝ връзка с Индийския океан се осъществява чрез пристанището Момбаса в Кения – на 1200 км от столицата на Уганда Кампала. 
Страната е разположена върху плато, чиято средна надморска височина е 900 м. Въпреки че обикновено за климата ѝ се казва, че е тропичен, има известни разлики в отделните нейни части. 
Територията на Уганда представлява висока равнина (1000 – 1200 м надморско равнище). Тук влиза само една част от източноафриканските планини и разклонения от вулканичните масиви Рувензори и Вирунга. Изгасналите вулкани Рувензори (5109 м), Махавура (4113 м) и Елгон (4322 м) са едни от най-високите върхове в Африка.

## История
Първите известни човешки поселения в района от 1 хилядолетие пр.н.е.
Вероятно около 16 век са създадени множество относително малки държави – кралства, сред които и Буганда, смятано за най-голямото и най-важното от тях. Към 19 век угандийските земи са посещавани от европейски и арабски изследователи и заселници, които влизат в контакт с жителите им. Земите на Уганда стават протекторат на Обединеното кралство през 1894 г.
Страната получава независимост през 1962 г. – първи неин президент е Едуард Мутеса II (дотогава – крал на Буганда). През 1966 г. Мутеса е свален от Милтън Оботе, фактически втория човек в управлението на страната след него, и пратен в изгнание. Същото сполита и Оботе, когато след преврат от 1971 г. Иди Амин получава властта в Уганда. Амин управлява като диктатор през следващите няколко години. Управлението му довежда до смъртта на 300 000 угандийци. Свален е след танзанийска инвазия от 1979 г. и също прогонен от страната. В периода (1979 – 1980 г.) президент на Уганда е Годфри Бинайса. Ситуацията леко се подобрява с повторното идване на власт на Милтън Оботе, чието президентство приключва през 1985 г., след като е свален в резултат на въоръжена съпротива срещу управлението му (Първа Угандийска гражданска война – между 100 и 500 хиляди убити) и на военен преврат, след който се заселва в Замбия. Чрез преврата на власт идва Тито Окело (отначало – поддръжник на Оботе), заменен след половин година от Йовери Мусевени (вожд на бунтовническите сили), който оттогава (1986 г.) е на власт в Уганда – преизбиран многократно за неин президент (през 2023 г. е в 6-ия си мандат). Почти от самото начало на управлението му (и до сега – 2023 г.) се води Втората Угандийска гражданска война.

## Държавно устройство
Президентът на Уганда е държавен глава и правителствен лидер. Президентът назначава министър-председателя, който му помага в работата. Парламентът се сформира от Народното събрание, което се състои от 303 депутати. 222 от тях се избират за срок от 5 години по време на всеобщи избори.

## Население и икономика
Населението на Уганда през 2003 г. според преброяването на Обединените нации е 25 827 000, което отрежда 40-о място на Уганда в класацията на държавите с най-голямо население сред 193 държави по света. Според ООН темпът на покачване на населението в периода 2000 – 2005 е 3,24% (откъдето е изведено предположение, че през 2015 населението на Уганда ще достигне 39 335 000).
През 2003 година около 2% от населението е над 65-годишна възраст за сметка на децата под 15 години, на които се падат 51% от населението. На всеки 100 жени се падат 99 мъже. 
Според Бюрото по въпросите на населението 14% от населението живее в градовете. Населението на столицата Кампала е 1 154 000 през 2001. Гъстотата на населението варира от 260 д/км2 в Кабале до 14 д/км2 в планините Карамоджонг, като средната гъстота през 2002 е 102 д/км2. Северните, източните и западните региони се характеризират с по-малка гъстота в сравнение с региона, разположен по северния бряг на езерото Виктория.
82% от населението е заето в областта на земеделието. Земеделието генерира 30,2% от БВП. За разлика от много други африкански държави, Уганда има плодородни почви, обширна система от естествени водоизточници и редовно падащи валежи. 
Индустрията има дял в БВП – 24,7%, а секторът на услугите – 45,1%. Уганда е богата на природни ресурси, включващи злато, кобалт, мед, варовик, сол и други минерали. Съществуват неразработени залежи на нефт и природен газ.
Основните търговски партньори на Уганда са Кения, Белгия, Холандия, Франция, Обединени арабски емирства, Китай и Индия. След края на режима на Иди Амин и въпреки последвалата гражданска война, икономиката на Уганда започва бързо възстановяване. Инвестициите се увеличават неколкократно. БВП (ППС) към 2007 година е $29,04 млрд., на глава – $900. Годишният му растеж възлиза на 6,5%. Така бедността в Уганда намалява значително, но под критичната линия живеят 35% от населението (XXI век).

## Административно деление
Уганда е разделена на 56 области. Името им съвпада с областния град. По-важните градове са разположени в южната част, близо до езерото Виктория, включително столицата Кампала и близкия град Ентебе.
| - Централна: - Калангала - Кампала - Каюнга - Кибога - Луверо - Масака - Мпиги - Мубенде - Муконо - Накасонгола - Ракаи - Сембабуле - Уакисо | - Източна: - Бугири - Бусия - Иганга - Жинжа - Кабермайдо - Камули - Капчорва - Катакви - Куми - Маюге - Мбале - Палиса - Сиронко - Сороти - Тороро | - Северна: - Аджумани - Апак - Аруа - Гулу - Китгум - Котидо - Лира - Морото - Мойо - Накапирипирит - Неби - Падер - Юмбе | - Западна: - Бундибугьо - Бушени - Хоима - Кабале - Кабароле - Камвенге - Канунгу - Касесе - Кибаале - Кисоро - Кьенйойо - Масинди - Мбарара - Нтунгамо - Рукунгири |